# Kanzlerberg
Der Kanzlerberg ist eine Weinlage im Elsass. Seit dem 23. November 1983 ist der Kanzlerberg Teil der Appellation Alsace Grand Cru und gehört damit zu den 50 potenziell besten Lagen des Elsass. Insgesamt wurden 3,23 Hektar Rebfläche zugelassen. Damit ist diese Lage die kleinste der Grand-Cru-Lagen des Elsass.
Die Lage befindet sich auf dem Gebiet der Gemeinde Bergheim, nur wenige Kilometer südlich von Sélestat entfernt. Das Gebiet befindet sich in einer Hügelzone, die den Vogesen vorgelagert ist. Der Kanzlerberg liegt in südsüdwestlicher Exposition auf einer Höhe von 230 bis 255 m ü. NN in westlicher Verlängerung eines anderen Grand Crus, des Altenberg de Bergheim. Durch die steile Hanglage unterhalb des Grasbergs wird die Gefahr von Frostschäden nach dem Austrieb der Reben im Frühjahr minimiert, weil in den Nächten entstehende Kaltluft nicht über den Weinbergen liegen bleibt, sondern zur Ebene hin abgleiten kann. Die Vogesen im Westen bewahren das in seinem Lee gelegene Weinbaugebiet bei Südwest- oder Westwetterlagen vor zu viel Niederschlag. Daraus resultiert eine für die nördliche Lage überdurchschnittlich lange Sonnenscheindauer. Der Weinberg liegt innerhalb des nördlichen Teils des Verwerfungsgrabens von Ribeauvillé am Eingang des Tals des Bergenbach. Der Boden ist schwer. Der lehmige Mergel ruht auf einem Boden aus dem oberen Trias (auch Keuper genannt). In Tallagen überwiegen die Einflüsse des Mittleren Trias (auch Muschelkalk genannt). Im Boden des Kanzlerberg findet man gelegentlich Kristalle von Baryt und von Fluorit.

## Rebsorten
Die Lage und die Bodenqualität begünstigen den Anbau von Riesling (ca. 1,5 Hektar bestockte Rebfläche), Gewürztraminer (ca. 0,5 Hektar bestockte Rebfläche) und Pinot Gris (ca. 0,8 Hektar bestockte Rebfläche). Es stehen somit ca. 2,8 Hektar von den insgesamt 3,23 Hektar unter Ertrag. Prinzipiell darf auch Muscat d’Alsace (also die Rebsorten Muscat Ottonel oder Muscat blanc à petits grains) angepflanzt werden.

## Geschichte
Als im Jahr 1312 der lokale Malteserorden aufgelöst wurde, stand der Weinberg schon in Ertrag und wurde bereits getrennt von anderen Lagen ausgebaut, da man die Qualität schon damals schätzte. Der Name Kanzlerberg steht im Übrigen in Verbindung mit dem Orden. Noch im 19. Jahrhundert hieß die Lage wahlweise Tempelhoff oder Canzelberg.
Der Wein war zu Anfang des 20. Jahrhunderts so begehrt, dass häufig mehr verkauft als produziert wurde. Daher wurden nicht selten Weine aus dem benachbarten Altenberg de Bergheim unter dem Namen des Kanzlerbergs vermarktet.